# Nouveau bain à Jošanička Banja
Le nouveau bain à Jošanička Banja (en serbe cyrillique : Ново купатило у Јошаничкој Бањи ; en serbe latin : Novo kupatilo u Jošaničkoj Banji) se trouve à Jošanička Banja, dans la municipalité de Raška et dans le district de Raška, en Serbie. Il est inscrit sur la liste des monuments culturels protégés de la république de Serbie (identifiant no SK 1495),.

## Présentation
Le nouveau bain a été construit en 1935,, au moment où la ville s'est transformée en station thermale moderne.
Le bâtiment se compose d'une avancée centrale et de deux ailes latérales symétriquement disposées. Il est doté d'un simple rez-de-chaussée, avec des façades plates et allongées, avec une corniche de toit en saillie et de grandes fenêtres demi-circulaires. Le toit est plat au-dessus de la partie centrale, tandis que les ailes latérales sont ornées de dômes aplatis.
Le bâtiment témoigne d'une influence tardive de l'architecture Art nouveau.